# Gambissara
Gambissara – miasto w Gambii, w dywizji Upper River Division.